# Geophila matthewii
Geophila matthewii är en måreväxtart som beskrevs av Henry Nicholas Ridley. Geophila matthewii ingår i släktet Geophila och familjen måreväxter.
Artens utbredningsområde är Sumatera. Inga underarter finns listade i Catalogue of Life.